# Alexandre Mercier
Alexandre Mercier (La Chaux-de-Fonds, 1 juni 1990) is een Zwitsers wielrenner. In 2010 werd hij tweede op het Zwitsers kampioenschap wielrennen op de weg voor beloften, achter Michael Bär.

## Overwinningen
2012
3e etappe GP Chantal Biya
Eind- en jongerenklassement GP Chantal Biya